# بیهانگ میفنگ-۶
بیهانگ میفنگ ۶ (en:Bee-6) یا بوآ میفنگ-۶ یک کشتی هوایی با هوای گرم است که توسط دانشگاه هوانوردی و فضانوردی پکن طراحی و ساخته شده است.  میفنگ-۶ اولین بار در 20 دسامبر 1985 پرواز کرد و حداقل چهار فروند آن ساخته شده است.  موتور پیستونی Rotax 447 نه تنها نیروی محرکه را فراهم می کند، بلکه برای باد کردن پاکت نیز استفاده می شود، مشعل ها برای تامین گرما برای تغییرات شناوری استفاده می شوند. 

## مشخصات
ویژگی‌های عمومی
عملکرد
- کرو پروازی: ۱ خلبان
- ظرفیت: ۳ مسافر
- طول: 33.7 m (110 ft 7 in)
- حجم: 2,983 m3 (105,300 cu ft)
- توان: t: 1 × Rotax 447 piston engine

### یادداشت
1. Taylor 1996, p. 541